# Formica integra
Formica integra é uma espécie de formiga do gênero Formica, pertencente à subfamília Formicinae.